# (3820) Sauval
(3820) Sauval (1984 DV) – planetoida z pasa głównego asteroid okrążająca Słońce w ciągu 5,23 lat w średniej odległości 3,01 j.a. Odkrył ją Henri Debehogne 25 lutego 1984 roku.